# مجلس الوحدة الاقتصادية العربية
مجلس الوحدة الاقتصادية العربية، منظمة اقتصادية عربية تأسست في يونيو 1957 بقرار من المجلس الاقتصادي العربي التابع الجامعة العربية. عقد اجتماعها الأول عام 1964.

## أجهزة المنظمة
- الأمانة العامة.
- لجنة نواب الممثلين الدائمين كلجنة تحضيرية.
- لجنة نواب الممثلين الدائمين كلجنة متابعة.
- اللجان الدائمة.
- اللجان الفنية.

## الدول الأعضاء
-جمهورية السودان.
-الجمهورية الصومال الديمقراطية.
-الجمهورية العربية السورية (تم تجميد العضوية).
-جمهورية العراق.
-دولة فلسطين.
-ليبيا(انسحبت من المجلس)
-جمهورية مصر العربية.
-الجمهورية الإسلامية الموريتانية.
-المملكة الأردنية الهاشمية.
-الجمهورية اليمنية
- جمهورية القمر المتحدة
- الجمهورية العربية السورية

## الاهداف الرئيسية
تقوم بين دول الجامعة العربية وحدة اقتصادية كاملة تضمن بصورة خاصة لتلك الدول ولرعاياها على قدم المساواة:
- حرية انتقال الأشخاص ورؤوس الأموال.
- حرية تبادل البضائع والمنتجات الوطنية والأجنبية.
- حرية الإقامة والعمل والاستخدام وممارسة النشاط الاقتصادي.
- حرية النقل والترانزيت واستعمال النقل والموانئ والمطارات المدنية.
- حقوق التملك والإيصاء والإرث.

وللوصول إلى تحقيق الوحدة المبينة في المادة السابقة تعمل الأطراف المتعاقدة على الآتي:
- جعل بلادها منطقة جمركية واحدة تخضع لإدارة موحدة وتوحيد للتعرفة والتشريع والأنظمة الجمركية المطبقة في كل منها.

- توحيد سياسة الاستيراد والتصدير والأنظمة المتعلقة بها.
- توحيد أنظمة النقل والترانزيت.
- عقد الاتفاقات التجارية واتفاقات المدفوعات مع البلدان الأخرى بصورة مشتركة.
- تنسيق السياحة المتعلقة بالزراعة والصناعة الداخلية وتوحيد التشريع الاقتصادي بشكل يكفل لمن يعمل من رعايا البلاد المتعاقدة في الزراعة والصناعة والمهن شروطاً متكافئة.
- تنسيق تشريع العمل والضمان الاجتماعي.
  - تنسيق تشريع الضرائب والرسوم الحكومية والبلدية وسائر الضرائب والرسوم الأخرى المتعلقة بالزراعة والصناعة والتجارة والعقارات وتوظيف رؤوس الأموال بما يكفل مبدأ تكافؤ الفرص.
  - تلافي ازدواج الضرائب والرسوم على المكلفين من رعايا الدول المتعاقدة.
- تنسيق السياسات النقدية والمالية والأنظمة المتعلقة بها في بلدان الأطراف المتعاقدة تمهيداً لتوحيد النقد بها.
- توحيد أساليب التصنيف والتبويب الإحصائية.
- اتخاذ أية إجراءات أخرى تلزم لتحقيق الأهداف في المادتين الأولى والثانية وعلى أنه يمكن التجاوز عند مبدأ التوحيد في حالات وأقطار خاصة بموافقة مجلس الوحدة الاقتصادية العربية المنصوص عليه في المادة الثالثة من هذه الاتفاقية.

## إنجازات المجلس
- الاتحادات العربية نوعية المتخصصة
- السوق العربية المشتركة
- الشركات العربية المشتركة
- الاتفاقيات العربية الجماعية
- الإحصاء والتوثيق

## الأمانة العامة
الأمين العام الحالى لمجلس الوحدة الأقتصادية العربية - السفير محمدي احمد الني

## وصلات خارجية
- الموقع الرسمي

قالب:مجلس الشباب العربي